# Chiesa di San Claudio al Chienti

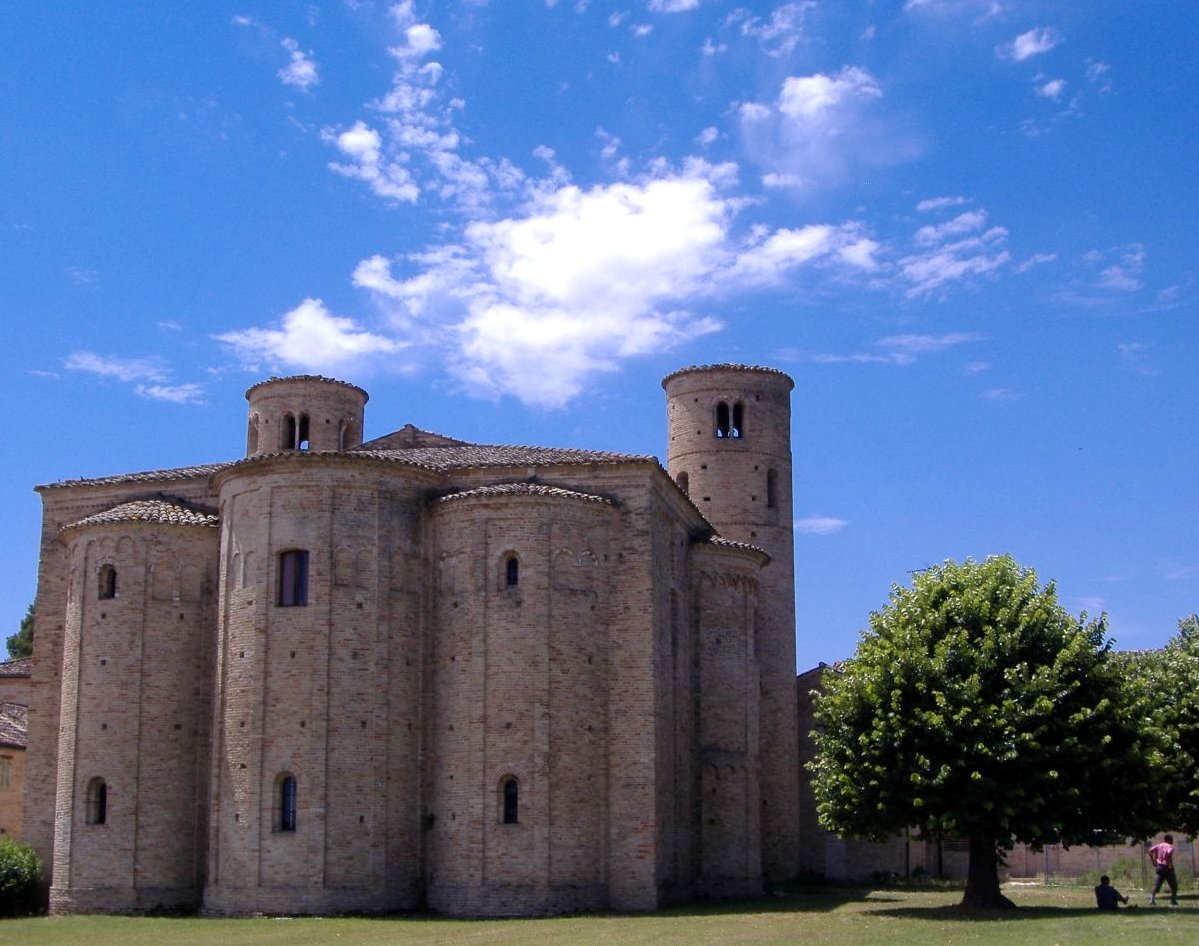
Prospetto posteriore

La chiesa di San Claudio al Chienti è un edificio romanico che si trova nel comune di Corridonia in posizione isolata, nella valle del Chienti. È stata dichiarata monumento nazionale nel 1902.

## Storia e architettura
Documentata fin dall'XI secolo, si tratta di una delle più importanti ed antiche testimonianze dell'architettura romanica nelle Marche, ancora integra nella sua conformazione originaria ed inserita in un paesaggio ancora intatto.
La chiesa presenta numerose particolarità tipologiche. Presenta infatti una pianta articolata internamente da quattro pilastri a formare una croce greca iscritta in un quadrato. Sono presenti absidi semicircolari lungo il perimetro: sui fianchi e sul lato orientale. La costruzione inoltre si presenta su due piani con una chiesa inferiore ed una superiore. Infine la facciata è affiancata da due torri cilindriche precedute da un basso avancorpo.
Generalmente la sua particolare struttura a pianta centrale è riferita ad un'influenza bizantina così come le torri circolari al modello ravennate. Tuttavia nella composizione delle masse volumetriche e nel trattamento delle superfici murarie esterne con archetti ciechi e lesene potrebbe essere riconosciuto un'influenza lombarda. 
Hildegard Sahler ha invece sostenuto la sostanziale indipendenza della costruzione da modelli orientali e la sua derivazione invece da modelli occidentali di origine nordica, rintracciabili nelle cappelle palatine a due livelli, nelle terminazioni absidali triconche di area tedesca e poi lombarda, dalle facciate affiancate da torri presenti in Normandia, Germania e Lombardia.
La scala di accesso con ballatoio ed il portale d'ingresso della chiesa superiore, in pietra d'Istria, furono aggiunti nel XIII secolo.
Molte delle caratteristiche della chiesa sono condivise da un piccolo gruppo di chiese marchigiane, tra cui San Vittore alle Chiuse e Santa Maria delle Moje, di cui San Claudio è ritenuto il capostipite.